# 青莚銀行
青莚銀行（せいえんぎんこう）は、明治時代から大正時代にかけて大分県速見郡杵築町（現杵築市）にあった銀行である。
貸付や預金を取り扱う銀行類似会社として1881年（明治14年）に杵築町で設立された株式会社青莚会社を母体とし、1883年（明治16年）に設立。その名の通り、当時、杵築の重要産業であった青莚（あおむしろ）の仲買人問屋が出資し、生産者や、集荷・販売に携わる事業者に資金を供給した。その後、政府による銀行の合併指導などもあり、1918年（大正7年）に大分銀行と合併して、当行は解散した。

## 沿革
- 1881年（明治14年）5月26日 - 前身の青莚会社が大分県杵築町で開業[1]。
- 1883年（明治16年）8月 - 青莚銀行設立（同年11月に青莚会社から青莚銀行に改称）[2]。
- 1918年（大正7年）4月 - 大分銀行と合併し当行は解散[2]。